# Fülöpháza
Fülöpháza je obec v Maďarsku v Báčsko-malokumánské župě v okrese Kecskemét. Žije v ní 841 obyvatel (podle sčítání z roku 2015).

## Poloha
Fülöpháza leží ve středním Maďarsku, ve Velké dunajské kotlině. Nejbližším městem je Kerekegyháza, vzdálená 7 km. Vesnice se nachází nedaleko národního parku Kiskunság

## Historie
Ve 12. století žili na tomto místě kočovní kumáni. Po turecké éře zde byly zakládány farmy. Roku 1739 vesnici zasáhl mor a v roce 1831 cholera. Roku 1948 se obec stala samostatnou.

## Pozoruhodnosi
- katolický kostel z roku 1992
- kalvinistický kostel z roku 1989
- solná jezera, která jsou součástí národního parku Kiskunság